# Perol·la Calavi
Perol·la Calavi (en llatí Perolla Calavius) era fill de Pacuvi Calavi i, a diferència del pare, va ser el principal opositor als cartaginesos a Càpua. Formava part de la família dels Calavi, una gens destacada de la Campània.
Després de la victòria d'Hanníbal a la batalla del llac Trasimè, es va posar al costat de Deci Magi, un dirigent de Càpua hostil ala cartaginesos. Perol·la Calavi va ser un dels oponents més actius contra Hanníbal, i quan aquest, després de la batalla de Cannes l'any 216 aC, va fixar els seus quarters d'hivern a Càpua, el seu pare va aconseguir que fos perdonat. Fins i tot el dirigent cartaginès va convidar a pare i fill a una festa, però allí Perol·la va voler intentar assassinar Hanníbal, i es va dirigir al lloc del convit armat amb una espasa. Quan Pacuvi Calavi va sortir de la sala del banquet, Perol·la el va seguir i li va explicar les seves intencions, però el pare el va dissuadir i l'atac no es va portar a terme.